# شهرستان پاول (مونتانا)
شهرستان پاول، مونتانا (به انگلیسی: Powell County, Montana) یک سکونتگاه مسکونی در ایالات متحده آمریکا است که در ایالت مونتانا واقع شده‌است.

## خصوصیات
شهرستان پاول ۶٬۰۴۲٫۴۸ کیلومترمربع مساحت دارد.